# 周士龍
周士龍（？—？），字幼潛，號毅台，南直隸常州府武進縣（今屬常州市）人。明朝政治人物。

## 生平
萬曆二十二年（1594年）舉甲午科應天鄉試，萬曆二十六年（1598年）戊戌科第三甲第一百三十八名同進士出身。户部觀政，二十七年冬任江西吉水县知县，丁憂歸。萬曆三十四年（1606年）在南京国子监任职，三十六年擢升戶部主事，監督淮安鈔關板閘抽分。多行善政，民眾為之建造周公遺愛祠。三十七年升员外郎，丁憂。四十年北户部湖广司员外郎，管下粮所。
著有《榆枋閣集》。